# الكسندر جي. كرايغ
الكسندر جي. كرايغ هو سياسي أمريكي، ولد في 11 نوفمبر 1823، وتوفي في 6 يوليو 1870. انتخب عضو جمعية ولاية ويسكونسن ‏.